# Nowa Kowaliwka (obwód odeski)
Nowa Kowaliwka – osiedle na Ukrainie, w obwodzie odeskim, w rejonie bielajewskim. W 2001 roku liczyło 286 mieszkańców.